# Шахматная оборотная ведомость
Шахматная оборотная ведомость (шахматная ведомость, шахматный баланс) — оборотная ведомость, отражающая и обобщающая бухгалтерские записи в течение периода в разрезе корреспондирующих синтетических счетов. Ведомость составляется по бухгалтерским счетам в «шахматной» форме, то есть по вертикали и горизонтали указаны номера корреспондирующих счетов из Плана счетов.

## Определение
Согласно БСЭ шахматная оборотная ведомость — это оборотная ведомость, отражающая и обобщающая бухгалтерские записи в течение периода в разрезе корреспондирующих синтетических счетов, содержит итоговые суммы однородных по экономическому содержанию хозяйственных операций. 
Ряд экономистов определяют шахматную оборотную ведомость как одну из форм оборотной ведомости, служащей для обобщения данных по бухгалтерским счетам за отчётный период. Ведомость составляется по бухгалтерским счетам в «шахматной» форме, то есть по вертикали и горизонтали указаны номера корреспондирующих счетов из Плана счетов. Шахматная оборотная ведомость составляется аналогично оборотно-сальдовой ведомости, при этом общий итог по вертикали совпадает с итоговой суммой по горизонтали.

## Форма шахматной ведомости
Шахматная оборотная ведомость — таблица, в которой в горизонтальных строках указаны записи по дебетуемым счетам, а в вертикальных колонках - записи по кредитуемым счетам. В местах пересечения колонок и строк уазываются итоговые суммы (обороты) всех операций по указанным корреспондирующим счетам. Однократной записью осуществляется двойное отражение операций. Ведомость содержит суммы оборотов каждого счёта и слагаемые этих оборотов, что позволяет проверить полноту и правильность записей по счетам, а также увидеть экономическую сущность операций, отражённых по дебету и кредиту каждого счёта, и выявить ошибки в корреспонденции счетов. 
Если в шахматную оборотную ведомость были включены и остатки по синтетическим счетам (кроме оборотов), то в таких случаях её называют также шахматным балансом. 
Шахматная оборотная ведомость сложна в составлении и визуально громоздка, в связи с этим она применяется не при всех формах бухгалтерского учёта. Однако, принцип шахматной записи широко используется для построения учётных регистров. Например, при журнально-ордерной форме счетоводства все основные регистры строятся по шахматной форме, что позволяет значительно сократить учётную работу. 